# Aphrophora chilensis
Aphrophora chilensis is een halfvleugelig insect uit de familie Aphrophoridae. De wetenschappelijke naam van deze soort is voor het eerst geldig gepubliceerd in 1852 door Spinola.